# 318 f.Kr.

## Händelser

### Efter plats

#### Makedoniska riket
- Antigonos bestämmer sig för att bli herre över hela Asien, tillsammans med Kassander och Ptolemaios. Han börjar förhandla med Eumenes, men denne är trogen kungahuset. Eumenes uppbådar en armé och går i koalition med satraperna i de östra provinserna samt erövrar Babylon från Antigonos.
- Antigonos marscherar mot Eumenes, så denne drar sig tillbaka österut, för att gå samman med satraperna i provinserna bortom floden Tigris.
- Kassander, som har allierat sig med Ptolemaios och Antigonos, förklarar krig mot riksföreståndaren Polyperkon. De flesta av de grekiska stadsstaterna, inklusive Aten, stöder honom. Han lyckas dessutom få till stånd en allians med kung Filip III Arrhidaios ambitiösa hustru Eurydike.
- Trots att Polyperkon till en början är framgångsrik i sin strävan att vinna kontrollen över de grekiska stadsstaterna, vars frihet han utropar, blir hans flotta krossad av Antigonos.

#### Grekland
- Under en maktkamp i Aten efter Antipaters död blir Fokion avsatt som stadens härskare, dömd för förräderi och avrättad av de atenare, som hoppas kunna återställa demokratin i staden. Strax därefter anordnar atenarna en offentlig begravning och en staty till hans ära.

#### Kina
- Den kinesiska staten Qin flyttas till Sichuansänkan, vilket ger Qin kontrollen över denna stora matproducerande slätt.

### Efter ämne

#### Musik
- Den grekiske, peripatetiske filosofen och kompositören Aristoxenos (en av Aristoteles elever) skriver en avhandling om musik, kallad Harmonins element.

## Födda
- Pyrrhus, grekisk fältherre (född detta eller föregående år; död 272 f.Kr.)

## Avlidna
- Fokion, atensk statsman och general (född omkring 402 f.Kr.)